# 反靶标
在药物学中，反靶标可以是受体，酶，或者其它生物靶标，当其和药物作用时会引起不希望的不良反应（副反应）。对于药物研发公司来说，在药物设计和开发过程中确保新药不意外地和大量的被发现的反靶标产生显著活性是至关重要的。
最知名和最显著的反靶标分别是hERG通道和5-HT2B 受体，会在引发小范围但不可预知比例的用药者的心脏功能的长期问题——QT间期延长综合症和心肌纤维化。这些靶标的发现是由于某些上市药物高频率的特有不良反应。一些具有显著hERG活性的老药依然被警示使用中，大部分被发现是强烈的 5-HT2B激动剂的药物不得不从市场退市。因此，任何先导化合物如果在初期的药物筛选中显示出和这些靶标有较高的亲和力，几乎都会被终止开发。